# Carsten

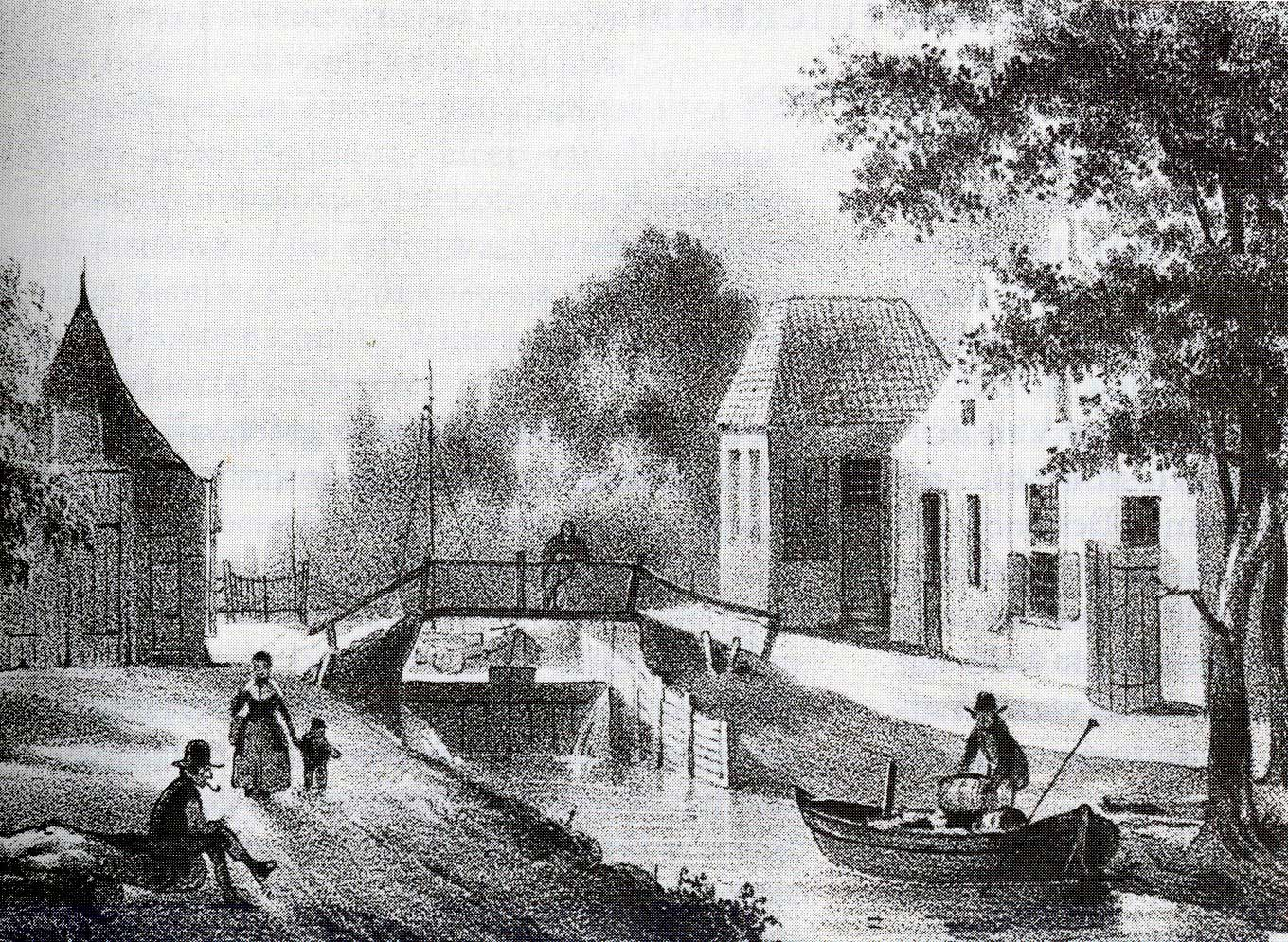
Veenlust te Hoogeveen, in de 19e eeuw in het bezit van leden van de familie Carsten

Het Drentse geslacht Carsten stamt af van de landmeter en vervener Johan Carsten.  Deze Carsten, die omstreeks 1620 werd geboren, vestigde zich te Hoogeveen. Hij was landmeter in dienst van de Landschap Drenthe en speelde tevens een rol bij de vervening van het gebied rond Hoogeveen en de ontwikkeling van deze toenmalige veenkolonie. Hij was betrokken bij het werk van de Algemene Compagnie van 5000 Morgen, die het octrooi bezat van het Echtens-Hoogeveen. Zijn nakomelingen speelden bestuurlijke rollen in Drenthe. In de 18e eeuw waren zij onder meer op plaatselijk niveau schulte in Hoogeveen, Zuidwolde, Roderwolde en Roden en op provinciaal niveau  maakten zij onder meer deel uit van de Etstoel, het hoogste rechtscollege in Drenthe, en vervulden er ook diverse bestuurlijke rollen. In de 19e eeuw waren leden van dit geslacht onder meer burgemeester van Hoogeveen, Zuidwolde en Beilen, gedeputeerde van Drenthe en lid van de Eerste Kamer der Staten-Generaal.

## Veenlust in Hoogeveen
Het herenhuis Veenlust in Hoogeveen met de bijbehorende landerijen was in het begin van de 19e eeuw in het bezit van leden van de familie Carsten. Op deze percelen begon de schulte van Hoogeveen, Hugo Christiaan Carsten, na de vervening met de bebossing van het gebied. Een werk dat door zijn zoon Hendrik Jan werd voortgezet, maar dat hij, vanwege financiële problemen, niet kon voltooien.

## Leden van het geslacht Carsten
- Hendrik Jan Carsten (1792-1831), rechter te Assen en notaris te Meppel
- Hendrik Jan Carsten (1817-1908), burgemeester van Zuidwolde en Hoogeveen, lid Provinciale Staten van Drenthe, Eerste Kamerlid
- Hugo Christiaan Carsten (1772-1832), schulte van Hoogeveen en gedeputeerde van Drenthe
- Hugo Christiaan Carsten (1801-1881), burgemeester van Beilen
- Lambertus Carsten (1820-1868), burgemeester van Hoogeveen en notaris te Meppel